# Vuelo 101 de Air India
El vuelo 101 de Air India era un vuelo de pasajeros de un Boeing 707–437 programado de Air India desde Bombay (India) a Londres (Reino Unido) que voló accidentalmente al Mont Blanc en Francia en la mañana del 24 de enero de 1966. El accidente fue causado por una instrucción verbal mal entendida del controlador del radar al piloto en lugar de Datos VOR, uno de los receptores está fuera de servicio. El accidente ocurrió casi en el lugar exacto donde el vuelo 245 de Air India, un Lockheed 749 Constellation en un vuelo chárter, se estrelló en 1950 con la pérdida de los 48 a bordo de ese avión.

## Aeronave
El Boeing 707-437 VT-DMN había volado por primera vez el 5 de abril de 1961 en un vuelo de prueba, y fue entregado de nuevo a Air India el 25 de mayo de 1961. Había volado un total de 16.188 horas.

## Pasajeros
Entre los 117 pasajeros que murieron se encontraba el Dr. Homi J. Bhabha, presidente de la Comisión de Energía Atómica de la India.

## Accidente
El vuelo 101 de Air India era un vuelo regular de Bombay a Londres; y el día del accidente fue operado por un Boeing 707, matrícula VT-DMN y de nombre Kanchenjunga. Después de salir de Bombay, había hecho dos paradas programadas, en Delhi y Beirut, y se dirigía a otra parada en Ginebra. En el nivel de vuelo 190, la tripulación recibió instrucciones de descender hacia el aeropuerto internacional de Ginebra después de que la aeronave hubiera pasado el Mont Blanc. El piloto, pensando que había pasado el Mont Blanc, comenzó a descender y voló hacia el Macizo del Mont Blanc en Francia cerca del Rocher de la Tournette, a una altitud de 4.750 metros (15.584 pies). Los 106 pasajeros y 11 tripulantes murieron.

## Investigación
En ese momento, la tripulación fijó la posición de su avión por encima del Mont Blanc tomando un rumbo transversal de un rango omnidireccional VHF (VOR) mientras volaban a lo largo de una pista desde otro VOR. Sin embargo, el avión accidentado partió de Beirut con uno de sus receptores VOR inservible.
La investigación concluyó:
a) El piloto al mando, que al salir de Beirut supo que uno de los VOR estaba inservible, calculó mal su posición en relación con el Mont Blanc e informó al controlador de su propia estimación de esta posición; el controlador del radar notó el error, determinó la posición de la aeronave correctamente y pasó una comunicación a la aeronave que, en su opinión, le permitiría corregir su posición.
b) A falta de una fraseología suficientemente precisa, la corrección fue mal entendida por el piloto que, bajo la impresión errónea de que había pasado la cresta que conduce a la cima y todavía estaba a un nivel de vuelo que ofrecía suficiente espacio libre de seguridad sobre la cima del Mont Blanc, continuó su descenso.

### Teoría del asesinato de la CIA
El periodista Gregory Douglas afirma en su libro Conversaciones con el cuervo que el ex oficial de la CIA Robert T. Crowley le dijo en conversaciones mantenidas entre 1992 y 1996 que el gobierno de Estados Unidos hizo que la CIA asesinara al físico nuclear indio Homi Bhabha colocando una bomba en el bodega del vuelo AI 101. El libro afirma que 13 días antes, la CIA también había asesinado al primer ministro indio Lal Bahadur Shastri en Tashkent, un día después de que firmara el Acuerdo de Cesación del Fuego con Pakistán, llamado Pacto de Tashkent. Douglas cita a Crowley diciendo: "Tuvimos problemas, ya sabes, con la India en los años 60 cuando se pusieron orgullosos y empezaron a trabajar en una bomba atómica. La cuestión es que se estaban metiendo en la cama con los rusos". En Bhabha, dijo: "[E] ste era peligroso, créame. Tuvo un desafortunado accidente. Estaba volando a Viena para provocar más problemas cuando su Boeing 707 explotó una bomba en la bodega de carga". En octubre de 1965, Bhabha había anunciado en All India Radio que podían construir una bomba atómica en 18 meses si el Gobierno de la India les daba el visto bueno.

## Descubrimientos recientes
Los restos del Boeing accidentado aún permanecen en el lugar del accidente. En 2008, un escalador encontró algunos periódicos indios con fecha del 23 de enero de 1966. También se descubrió un motor del vuelo 245 de Air India, que se había estrellado prácticamente en el mismo lugar en 1950.
El 21 de agosto de 2012, un rescatista de montaña recuperó una bolsa de yute de 9 kilogramos (20 libras) de correo diplomático, con el sello "En servicio del gobierno de la India, correo diplomático, Ministerio de Relaciones Exteriores", y la entregó a la policía local de Chamonix. Un funcionario de la Embajada de la India en París se hizo cargo de la bolsa de correo, que resultó ser una valija diplomática "Tipo C" destinada a periódicos, publicaciones periódicas y cartas personales. Las valijas diplomáticas indias "Tipo A" (información clasificada) y "Tipo B" (comunicaciones oficiales) todavía se utilizan en la actualidad; Las bolsas de correo "Tipo C" quedaron obsoletas con la llegada de Internet. Se encontró que la bolsa de correo contenía, entre otros artículos, The Statesman de mediados de enero de 1966, calendarios de Air India y una carta personal al cónsul general indio en Nueva York, CGK Menon. La maleta fue enviada de regreso a Nueva Delhi en un vuelo regular de Air India, a cargo de CR Barooah, el sobrecargo de vuelo. Su padre, RC Barooah, era el ingeniero de vuelo del vuelo 101 de Air India.
En septiembre de 2013, un alpinista francés encontró una caja de metal marcada con el logotipo de Air India en el lugar del accidente aéreo en el Mont Blanc que contenía rubíes, zafiros y esmeraldas por valor de más de $ 300,000, que entregó a la policía para que fuera devuelta a los propietarios legítimos. Como parte de su investigación para su libro Crash au Mont-Blanc, que cuenta la historia de los dos accidentes de Air India en la montaña, Françoise Rey encontró un registro de una caja de esmeraldas enviada a un hombre llamado Issacharov en Londres, descrito por Lloyd's.
En 2017, Daniel Roche, un escalador suizo que ha buscado en el glaciar Bossons restos de los vuelos 245 y 101 de Air India, encontró restos humanos y restos, incluido un motor de avión Boeing 707.
En julio de 2020, como resultado del derretimiento del glaciar, se encontraron periódicos indios de 1966 en buen estado.